# Kresy (województwo podlaskie)
Kresy – kolonia w Polsce położona w województwie podlaskim, w powiecie augustowskim, w gminie Bargłów Kościelny. 
Miejscowość wchodzi w skład sołectwa Bargłówka
W latach 1975–1998 miejscowość administracyjnie należała do województwa suwalskiego.